# 松浦雅
松浦 雅（まつうら みやび、1995年6月14日 - ）は、トリマー・女優。
兵庫県芦屋市出身。愛称はミーヤン。
2021年1月31日をもって芸能界を引退したが、
2025年1月から新たに、芸能事務所エヴァーグリーン・エンタテイメントのHPに所属タレントとして掲載されている。

## 略歴
兵庫県芦屋市で塾教師の母を持つ一般家庭に育つ。幼稚園児の頃より女優に興味を抱いており、作品として永遠に残ることで永遠に誰かを幸せにし続ける、そんな仕事がしたいと女優の道を志す。
2012年6月10日、第1回JUNONプロデュース ガールズコンテストにて全国7533人の応募者の中から初代グランプリを受賞し、芸能界入り。
2013年7月にオーディションを経て『西原理恵子演劇祭2013!!』の2作品に出演し女優として初舞台を踏むと、2013年中にさらに舞台2作品に出演。
2014年1月、ヒロインの同級生役のオーディションを受けるも年齢が合わず落選したNHK連続テレビ小説『ごちそうさん』でプロデューサーの目に留まり、ヒロインの娘・ふ久役に抜擢されてテレビドラマ初出演。同年3月には『週刊ビッグコミックスピリッツ』（小学館）の表紙と巻頭グラビアを飾り水着姿を披露するなど、一躍注目を集める。その後も、TBS系『家族狩り』や関西テレビ・フジテレビ系『GTO』へレギュラー出演。
2014年末にヴィズミックを退社、ルースへ所属して映画やテレビドラマに出演した。
数年間にわたり体調不良の状態が続き、2020年に症状が悪化。女優業を続けながらの完治が難しいと判断したことから、2021年1月31日、芸能界引退を自身のInstagramとブログで発表した。
引退後、トリマーの資格を取得するとともに地元に戻り、2023年にトリミング業を開始、2024年6月にペットホテル・サロンを開業。
2025年1月、エヴァーグリーン・エンタテイメントのHPに、新しいプロフィール写真と共に掲載が開始されているが、女優業復帰の発表は特に行われていない。

## 人物
- 身長160cm、スリーサイズはB78cm W57cm H80cm、靴のサイズ22.5cm[2]。
- 幼い頃に『美少女戦士セーラームーン』のミュージカルを見たことをきっかけにクラシックバレエを習い始め、中学時代にロックが好きになったことからエレキギターを習う。「JUNONガールズコンテスト」の最終審査の自己PRでもエレキギターでレディー・ガガの曲を英語詞で弾き語りした[18]。
- クイーンやドアーズなど古い音楽を好んで聴き[19]、時折ブログに好きな音楽についての記事を更新する。

## 出演

### テレビドラマ
- 連続テレビ小説 ごちそうさん 第17週 - 最終週（2014年1月27日 - 3月29日、NHK） - 西門（諸岡）ふ久 役[4][11][20][21]
  - ごちそうさんっていわしたい!（2014年4月19日、NHK BSプレミアム）
- 花咲舞が黙ってない 第4話（2014年5月7日、日本テレビ） - 岡崎菜央 役[22]
- 家族狩り（2014年7月4日 - 9月5日、TBS） - 鈴木佳苗 役
- GTO（2014年7月8日 - 9月16日、関西テレビ） - 波多野麻理子 役[23][24]
- 土曜ワイド劇場 火災調査官・紅蓮次郎15（2015年6月6日、テレビ朝日） - 久慈深雪 役
- 一路（2015年7月31日 - 9月25日、NHK BSプレミアム） - 薫 役[25]
- 経世済民の男 第一部 「高橋是清」（2015年8月22日、29日、NHK） - かね 役[26]
- 最強のふたり〜京都府警 特別捜査班〜 第7話（2015年9月3日、テレビ朝日） - 上野渚 役
- ウルトラマンオーブ（2016年7月9日 - 12月24日、テレビ東京） - ヒロイン・夢野ナオミ 役
- 科捜研の女 第16シリーズ 第7話 - 第8話（2016年12月8日 - 15日、テレビ朝日） - 芳賀理菜 役
- 伝七捕物帳2 第6回（2017年9月8日、NHK BSプレミアム） - お文 役
- 主婦カツ！ 第2話 - 第4話・第6話（2018年10月7日 - 、NHK BSプレミアム） - 松村結奈 役
- 私たちはどうかしている 第1話（2020年8月12日、日本テレビ） - 西村里美 役

### 映画
- イニシエーション・ラブ（2015年5月23日、東宝） - 青島ナツコ 役
- 呪怨 -ザ・ファイナル-（2015年6月20日、ショウゲート） - まどか 役[27]
- ガールズ・ステップ（2015年9月12日、東映） - 倉田結衣 役
- サバイバルファミリー（2017年2月11日、東宝） - 中村里美 役
- 劇場版 ウルトラマンオーブ 絆の力、おかりします!（2017年3月11日、松竹メディア事業部） - 夢野ナオミ 役
- ダンスウィズミー（2019年8月16日、ワーナー・ブラザース） - 吉田美樹 役[28]

### 舞台
- ぼくんち（2013年7月20日 - 8月4日、東京 / 大阪） - 二太 役
- 女の子ものがたり（2013年7月23日 - 8月4日、東京） - りんご 役
- 美少女戦士セーラームーン-La Reconquista-（2013年9月13日 - 23日、AiiA Theater Tokyo） - 水野亜美 / セーラーマーキュリー 役[29]
- 鬼切姫-第二章-来るべき日（2013年11月13日 - 17日、伝承ホール） - 右田遙 役
- JAM TOWN（2016年1月13日 - 30日、KAAT神奈川芸術劇場）[30] - あゆみ・ウィルソン 役
- Endless SHOCK（2017年2月1日 - 3月31日、帝国劇場 / 9月8日 - 30日、梅田芸術劇場 / 10月8日 - 31日、博多座） - リカ 役[19]

### ゲーム
- ウルトラマン フュージョンファイト!（2016年、バンダイ） - 夢野ナオミ 役[31]